# Kenedy, Texas
Kenedy là một thành phố nằm Karnes County, bang Texas, nước Mỹ. Dân số vào khoảng 3487 (theo thống kê vào năm 2000).
Kenedy nằm cách John Connally Unit, một nhà tù kiên cố của nước Mỹ, 1 dặm. Vào ngày 13 tháng 12 năm 2000, một nhóm mang tên Texas 7 đã làm một cuộc vượt ngục táo bạo ra khỏi nhà tù đấy.

## Vị trí địa lý
Kenedy nằm ở vỹ độ 28°48′51″Bắc, và ở kinh độ là 97°50′58″Tây (28.814263, -97.849582)GR1.
Theo Cục Thống kê Hoa Kỳ, Kenedy có diện tích tổng cộng là 8.6 km² (3.3 mi²).

## Nhân khẩu
Theo thống kê vào năm 2000, Kenedy có khoảng 3847 người, 1266 hộ, 907 gia đình sinh sống tại thành phố. Mật độ dân số tại nơi đây là 405.5/km² (1.049,2/mi²), trong đó có khoảng 1550 hộ gia đình sinh sống với mật độ 180.3 hộ/km² (466.4/mi²). Về sắc tộc, Kenedy có 72.44% người da trắng, 3.18% người gốc Phi, 0.72% người bản xứ, 0.72% người gốc châu Á, 0.17 người sinh sống trên các đảo thuộc Thái Bình Dương, 20.68% người thuộc các sắc tộc khác, 2.09% người lai từ 2 hay nhiều sắc tộc khác nhau.
36.8% trong số 1266 hộ gia đình có trẻ em dưới 18 tuổi, 48.4% người đã kết hôn (hiện chung sống với nhau), 17.1% phụ nữ chưa chồng và 28.3% người không có gia đình. Số hộ gia đình chỉ có một người chiếm 25.8%, 13.2 người ở độ tuổi từ 65 trở lên sống đơn độc.Trung bình mỗi hộ có khoảng 2.67 người; mỗi gia đình trung bình có 3.20 người.
Trải rộng ra, trên toàn thành phố có khoảng 29.0% người dưới 18 tuổi, 9.4% người từ độ tuổi 18 đến 24, 24.3% từ 25 đến 44, 19.8% từ 45 đến 64, và 17.5% người 65 tuổi trở lên; độ tuổi trung bình củangười dân ở kenedy là 36. Theo thống kê, cứ mỗi 100 người phụ nữ thì có 86.8 đàn ông, tỷ lệ nam - nữ ở độ tuổi 18 là 83.5/100.
Thu nhập trung bình của mỗi hộ ở Kenedy là 24647 USD; ở mỗi gia đình con số này là 25152 USD. Trung bình mỗi người đàn ông có mức thu nhập hàng năm là 25779 USD; phụ nữ là 17895 USD. Thu nhập bình quân đầu người ở Kenedy: 13929USD. Theo thống kê gần đây cho thấy có khoảng 23.4% gia đình và 25.8% dân số sống dưới mức nghèo, trong đó số người ở độ tuổi 18 chiếm khoảng 33.1% và 11.9% đối với những người trên 65 tuổi.

## Giáo dục
Nơi đây có Kenedy Independent School District